# Réacteur universitaire de Strasbourg
Pour les articles homonymes, voir RUS.
Le Réacteur universitaire de Strasbourg (RUS) est un ancien réacteur nucléaire de recherche de type Argonaut (ARGOnne Nuclear Assembly for University Training) d'une puissance thermique de 100 kW qui fonctionna de 1966 à 1997. Selon l'AIEA, il fonctionna avec de l'uranium fortement enrichi (à 93 %) fourni par les États-Unis. Il était exploité par l'université Louis-Pasteur et situé sur la commune de Schiltigheim à proximité de Strasbourg. 
Le réacteur RUS a été construit sur le modèle du réacteur Ulysse situé au centre CEA de Saclay. Il était principalement utilisé pour la réalisation d'irradiations expérimentales et la production de radioisotopes à vie courte.
La mise à l'arrêt définitive du réacteur RUS a été prononcée en février 2006.
Puis le réacteur RUS a été démantelé d'août 2006 à décembre 2008 avec l'assistance du CEA. Le démantèlement aurait été prolongé jusqu'en 2009.
Le Réacteur Universitaire de Strasbourg constituait l'installation nucléaire de base (INB) no 44. Le déclassement de l'INB no 44 a été prononcé en octobre 2012. 

## Taxes
Aucune exemption n'était prévue en matière de taxation des INB pour les établissements d'enseignement supérieur. De plus, les taxes sur les INB s'appliquent jusqu'à la date de leur déclassement.
L'université de Strasbourg a demandé en vain la remise gracieuse de ces taxes car aucun des ministères concernés n'a voulu se saisir de ce dossier « du fait d'une incertitude s'agissant de l'autorité compétente en la matière ». Durant la période, l'université a accumulé une dette fiscale très importante. « Cela représente une dette fiscale de 15,7 M€ pour la taxe sur les INB et de 0,3 M€ au titre de la contribution additionnelle à la taxe sur les INB ». L'Institut de radioprotection et de sûreté nucléaire (IRSN) a demandé au rectorat de Strasbourg de procéder au recouvrement des sommes dues avant de poursuivre l'université de Strasbourg devant le tribunal administratif.
Cela a amené le législateur à inclure dans la loi de finances pour 2020 une exonération pour les établissements publics à caractère scientifique, culturel et professionnel de la taxe annuelle, des taxes additionnelles dites de recherche et d’accompagnement et de la contribution annuelle au profit de l'IRSN à compter de l'entrée en vigueur des taxes,.